# Leonardo Márquez
Leonardo Márquez Araujo (Ciudad de México, 8 de enero de 1820-La Habana, 5 de julio de 1913) fue un militar conservador mexicano. 
Sirvió en la guerra contra los Estados Unidos, la llamada Guerra de intervención estadounidense 1846-1848. Fue un partidario de Antonio López de Santa Anna en el movimiento revolucionario de 1849. Después de la caída de aquel presidente, Márquez apoyó a Miguel Miramón y Félix María Zuloaga contra Benito Juárez en la Guerra de Reforma. En 1862, se unió a la causa de los franceses, y ofreció sus servicios, ayudando al establecimiento del poder de Maximiliano I de México. Responsable del asesinato de Melchor Ocampo, de Leandro Valle y de Santos Degollado.

## Biografía

### Infancia y estudios
Nació el 8 de enero de 1820 en la Ciudad de México, siendo hijo del capitán Cayetano Márquez (oriundo de Querétaro) y de María de la Luz Araujo (oriunda de la Ciudad de México); ingresó al ejército el 15 de enero de 1830, a los diez años, como cadete en la Compañía Presidial de Lampazos, Nuevo León (en la que su padre servía de Capitán).

### Intervención estadounidense  (1846 - 1848)
Luchando contra los estadounidenses durante la invasión de éstos, Márquez participó en varios combates, uno cerca de Aguanueva, en el que tomó al enemigo armas, monturas y caballos. También sirvió en la Batalla de la Angostura, peleando a bayoneta calada y capturando posiciones entre el 22 y 23 de febrero de 1847.

### Guerra de Reforma
Durante la Guerra de Reforma, militó en las filas del ejército conservador. Como premio por haber derrotado a los liberales en la Batalla de Tacubaya, fue ascendido a general de división el 11 de abril de 1859 por el presidente de los conservadores general Miguel Miramón.
Llegó a ser compañero de armas de Félix Díaz Mori, hermano del general Porfirio Díaz, quien al enterarse de la falsa noticia de la muerte de su hermano deserto a las tropas liberales. Varias personalidades egresadas del Colegio Militar tendrían un trágico destino: Leandro Valle Martínez fue ejecutado por fusilamiento, Miguel Miramón fue fusilado junto al emperador Maximiliano y Félix Díaz fue linchado por una horda de habitantes de la ciudad de Juchitán, Oaxaca.
Fue un profesional de la guerra y recibió el sobrenombre de "El Tigre de Tacubaya", "Leopardo Márquez"  o "El carnicero de Tacubaya", por las ejecuciones de prisioneros que perpetró en su victoria en esa población en 1859 (Batalla de Tacubaya), aunque él alegara posteriormente que fueron hechas por orden directa del general Miguel Miramón. Se le imputan también las muertes de Melchor Ocampo y del general Leandro Valle mediante fusilamiento. En 1861 venció al general liberal Santos Degollado en los llanos de Salazar, Estado de México, lugar en donde falleció atravesado por una lanza de uno de los soldados de su ejército.
Otra versión indica que el apodo de "El Tigre de Tacubaya" se lo ganó después de que, siguiendo órdenes del sacerdote Francisco Javier Miranda, masacró a sangre fría a un grupo de estudiantes de medicina y de enfermería que habían asistido y curado a varios heridos del bando liberal lo que más tarde serían conocidos como los Mártires de Tacubaya.

### Intervención francesa
Durante el Segundo Imperio fue uno de los principales militares conservadores; Maximiliano lo colocó a la cabeza del ejército imperial. En 1864, se le dio una misión extraordinaria en Constantinopla nombre histórico de Estambul, Turquía. Volvió en 1866 y un año más tarde, cuando los franceses se retiraron de México por órdenes de Napoleón III, comenzó junto con otros jefes conservadores a organizar un ejército mexicano imperial (aunque en sus filas estaban, mayoritariamente, los contingentes extranjeros que se quedaron en México, por solidaridad con el emperador) para sostener al Imperio.
En octubre de 1866 Maximiliano lo hizo comandante de división y en 1867 lo designó jefe del Estado Mayor, convirtiéndole en Lugarteniente del Imperio; en marzo del mismo año le envió a la Ciudad de México con la caballería de Quiroga para levantar tropas para el auxilio de Querétaro, ciudad que se encontraba sitiada por el ejército republicano. Encontrando esto casi imposible, abandonó la ciudad con la promesa de volver y concibió el plan de establecer un gobierno conservador independiente en los Estados del Sur, con Puebla como la capital, pero fue derrotado el 2 de abril de 1867 por las tropas del general Porfirio Díaz antes de que pudiera alcanzar esa ciudad. Volvió entonces a la Cd. de México donde fue sitiado por el general Díaz. La ciudad fue liberada por los republicanos el 21 de junio de 1867 y Márquez, después de permanecer oculto durante varios meses en una cripta del panteón de Santa Paula (hoy desaparecido) y tomó el camino hacia Veracruz disfrazado de arriero y luego se fugó a La Habana, Cuba. Fue expresamente excluido de la amnistía nacional de 1870 con orden de ser capturado vivo o muerto.

### Últimos años y muerte
En 1895, poco antes de morir Manuel Romero Rubio suegro y Secretario de Gobernación del presidente Porfirio Díaz, consiguió se le diera el indulto al general Leonardo Márquez y éste volvió a México. Pero eran otros tiempos y Márquez decidió volver a La Habana en 1901. Mencionaba tener miedo de que alguien lo identificara como el traidor que fue y lo asesinara. Volvería nuevamente a México en 1910, pero se exiliaría nuevamente al triunfo de la revolución maderista. Allí murió el 5 de julio de 1913, cinco meses después del asesinato del presidente Francisco I. Madero, mientras dormía, a la avanzada edad de 93 años.

### Leyenda urbana
De acuerdo a comentarios surgidos durante la reinstalación de la República, después de la caída del Imperio y el fusilamiento del emperador Maximiliano I y los generales Miramón y Mejía en el Cerro de las Campanas, circuló la leyenda que los fusilados del Imperio debían ser 4 M en su nombre y apellido. Sólo faltó Leonardo Márquez, quien al ver inminente la derrota  del ejército imperial, huyó de Querétaro hacia México, y posteriormente hacia el puerto de Veracruz para embarcarse a Cuba. Él era la cuarta M y debió ser fusilado con sus compañeros de armas.